# Tabajiwka (obwód charkowski)
Tabajiwka (ukr. Табаївка) – wieś na Ukrainie, w obwodzie charkowskim, w rejonie kupiańskim. W 2001 liczyła 34 mieszkańców, spośród których 33 posługiwało się językiem ukraińskim, a 1 rosyjskim.